# ルフトハンザドイツ航空592便ハイジャック事件
ルフトハンザドイツ航空592便ハイジャック事件（ルフトハンザドイツこうくう592びんハイジャックじけん、英語：Lufthansa Flight 592）とは、1993年2月11日にフランクフルト発カイロ経由アディスアベバ行きのルフトハンザドイツ航空592便がハイジャックされた事件である。
銃を所持した実行犯のエチオピア人の男はアメリカ合衆国への亡命を求め、パイロットらにニューヨークのジョン・F・ケネディ国際空港へ向かうよう指示した。592便は無事に着陸し、犯人の男は投降したため犠牲者は出なかった。ハイジャック容疑で起訴された男は懲役20年の判決を受けた。

## 当日の592便
国際線の592便はドイツのフランクフルト空港を離陸した後、エジプトのカイロ国際空港を経由してエチオピアの首都アディスアベバのボレ国際空港へ向かう予定であった。機種はエアバス A310-304型機で、機体記号はD-AIDM。1991年8月30日から就役し、当日は乗員10名と乗客94名の計104名を乗せていた。

## 実行犯
犯人の男は1972年9月24日にエジプトで生まれた。経済学者であった父親はエチオピアの政治犯であり、一家は父親が迫害を逃れて逮捕された後モロッコに移住した。男は「取り乱した」「感情的」と評したモロッコのタンジェにあるアメリカ海外学校・病院で学んだ一方、彼の兄弟達はアメリカの大学に就学した。彼も兄弟達に加わろうと学生ビザの申請をするも却下されたため、合法的な入国許可が得られなかった。
事件の半年前、20歳になった彼はドイツへ向かい亡命申請をした。彼が申請を取り下げたとき、ドイツ政府はエチオピアに戻る592便の航空券を彼に購入した。

## 事件の経緯
事件当日、犯人は空包を装填したスターターピストルを所持してフランクフルト空港へ向かい、保安検査の前にピストルを頭上にのせてインディアナ・ジョーンズ風の中折れ帽で隠した。金属探知機を通過する際には、帽子の上部をつねって隠れたピストルと一緒に隣接したテーブルの上に置き、搭乗前に両方を取り戻した。アメリカ同時多発テロ事件以前の事件であったために検査員は今ほど厳しくもなく、彼の通過が許可されたのである。
離陸から約35分後、592便がオーストリアの領空にて巡航高度に達すると、彼は機体前方の化粧室へ向かった。黒い目出し帽を被りピストルを取り出すとコックピットへ侵入し、ピストルをパイロットの頭に当てて「西へ向かわないと撃つぞ」と言った。
彼はニューヨークまでの飛行とアメリカへの亡命を要求した。燃料を補給する必要があると言われた後、彼はドイツのハノーファー空港へ給油のために立ち寄ることを許可した。592便は現地時刻正午ごろ、警官に取り囲まれたハノーファーへ着陸した。彼はパイロットの頭にピストルを突きつけたままコックピットに残り、5分ごとに客室乗務員を殺し始めると脅迫した。彼が人質を殺害すると脅した後、ドイツ当局は592便の出発を許可したが、アメリカに到着した際は平和的に投降することを約束した。
ニューヨークまでの飛行中、パイロットは彼を落ち着かせることができた。彼は飛行中ずっと頭にピストルを突きつけていたが、目出し帽は外していた。後にパイロットは新聞各紙に対し、数ヵ月かけてハイジャックの計画を立てていたことを認めた彼と何時間もかけて親しい関係を築こうとしたと語った。両者はニューヨークに着いた際、パイロットがピストルと引き換えにサングラスを渡すことに同意した。
592便は東部標準時16時ごろにジョン・F・ケネディ国際空港へ着陸し、滑走路から離れた場所へ誘導された。関係各所から人質交渉を担う3人が管制塔へ召集され、ニューヨーク市警察のドミニク・ミシーノ刑事は、連邦捜査局のジョン・フラッド特別捜査官とニューヨーク・ニュージャージー港湾公社のカーマイン・スパノ刑事に支援され、無線を通じてハイジャック犯と対話した 。70分にわたる交渉の後、ピストルをパイロットのサングラスと交換することで、犯人は穏やかに当局に投降した。乗員乗客104名は全員無傷であった。

## その後
犯人の男は逮捕された後、ブルックリン区にあるニューヨーク東地区連邦地方裁判所にてハイジャック容疑で有罪判決を受けた。彼は事件の翌日に罪状認否を受け、アレイン・ロス判事は裁判まで保釈なしで拘束するよう命じた。彼は刑務所で過ごさずに亡命が認められるだろうと確信していた。裁判の過程で裁判に耐えられないことが2度判明し、抑うつと幻覚の医薬品を処方された。彼は陪審制裁判での1時間の審議後に有罪となり、スターリング・ジョンソンJr.判事は2013年までの実刑判決を下した。
フランクフルト空港の警備措置の手ぬるさが機内へピストルを持ち込ませ、ハイジャックされた592便がハノーファーでの給油後に離陸することを許可したとして、ドイツは国際メディアから厳しく非難された。当時ヨーロッパで最も混雑していたフランクフルト空港は、1988年にスコットランド上空で起きたパンアメリカン航空103便爆破事件の際にも爆発物が積み込まれたとされ、非難を浴びていた。この爆破事件以来、フランクフルト空港は多くの保安検査とより厳格な手続きを実施していた。
592便の件は1976年9月10日に起きたクロアチアのナショナリスト5名によるトランス・ワールド航空355便ハイジャック事件以来、2度目の大西洋におけるハイジャック事件となった。このときのニューヨーク発シカゴ行きの国内線はパリへ向かうことを強いられた。
2012年、592便はアメリカのテレビ番組"Hostage: Do or Die"の「最後の大西洋横断ハイジャック」という放送回で取り上げられた。